# Satoshi Ohno
Satoshi Ohno, (大野智 Ōno Satoshi), född den 26 november 1980 i Tokyo, Japan, är en japansk artist. 
Ohno är en av medlemmarna i den populära J-pop-gruppen Arashi. I själva verket är han ledare för gruppen (därav smeknamnet Riida) men inte för att han är äldst utan därför att han vann spelet sten, sax, påse i ett TV-program. Även om han gjorde klart att han till varje pris ville undvika att bli ledare, har medlemmarna i Arashi i en intervju sagt att Ohno är en "new-age idol" som leder sin grupp genom att inte leda alls. Han sägs leda mer med närvaro än med kraft, eftersom han inte är någon som tar kommandot och skriker ut order. Ohno verkade vara ett underligt val av ledare då han är känd för att vara tämligen passiv och ibland omedveten om sin omgivning.
Förutom att leda det vokala jobbet i är han också känd för att vara den bästa dansaren i Arashi. Han har koreograferat ett flertal av deras danssteg och rörelser, vilka de andra medlemmarna vissa gånger haft svårt för att följa. När Arashi gjorde sin debut 1999, innan han blev ledare, blev Ohno tillsagd av Johnny att vara gruppens dansledare.
Underligt nog visste inte Ohno att A・RA・SHI var deras debutlåt när de spelade in den och fick inte reda på det förrän veckan då de gjorde sin debut. Under sin tid som vanlig medlem blev inte Ohno exponerad framför TV-kameran så som de andra medlemmarna i Arashi, så när de debuterade var han den minst populära medlemmen. Som gruppens ledsångare och en skicklig dansare har Ohno emellertid fått en större fanskara.
Ohno och Sho Sakurai är de enda medlemmarna i Arashi som hittills haft egna solokonserter. Ohnos solokonsert hölls den 29 januari 2006. Han är medlemmen som man har minst chans att se på TV eller i filmer eftersom han föredrar att uppträda på teaterscenen och i musikaler, men säger att han föredrar konserter mest. Förutom musikalerna och skådespelarfärdigheterna är han en talangfull konstnär och har vid ett flertal tillfällen visat sin skicklighet i olika TV-program.
Ohno står sin mamma väldigt nära och har nämnt att hon är den som köper kläder åt honom. Det var hon som fick honom att gå till audition för Johnny's genom att säga "Det är inte direkt så att de kommer att vilja att du går med ändå" ("It's not like they will like you to join anyway."). Väl på intagningen till Johnny's följde inte Ohno dansinstruktören utan stod nästan längst bak i rummet och vinkade till sin mamma istället. Johnny Kitagawa, som anordnat intagningen och ägare till hela Johnny & Associates, uppmärksammade då Ohno, och han blev ombedd att utföra dansstegen längst fram istället. Han dansade då till Johnnys förvåning så bra att han fick beröm. Ohno Satoshi ses oftast vara frånvarande och försjunken i sina egna tankar. Han kan överraska människor i sin omgivning genom sina konstnärliga talanger och underhållande funderingar.